# 全日空機仙台空港着陸失敗事故
全日空機仙台空港着陸失敗事故（ぜんにっくうきせんだいくうこうちゃくりくしっぱいじこ）は、1963年（昭和38年）、仙台空港に着陸しようとしていた全日空所属のダグラス DC-3が着陸に失敗し乗員乗客あわせて7人が重軽傷を負った航空事故である。
刑事裁判で「アベレッジ・パイロット」（平均的技量）の考え方を取り入れた、当時としては画期的判例となった。

## 事故の概略
1963年5月10日、千歳空港発羽田空港行き（三沢、仙台経由）の全日空802便（DC-3、機体記号：JA5040）が午後4時53分頃、途中経由地の仙台空港に着陸したが機体が左右に蛇行を起こして不安定となったため着陸復航を決意。エンジンを全開にしたが滑走路からそれてしまい、草地で浮上したものの右主翼端を吹き流しのポールに激突させて飛行不能になり、さらに地面についた右主翼端を雨量観測用の穴に引っ掛けたため機体が180度回転して地面に激突。この衝撃で乗員乗客7名が重軽傷を負った。なお事故機は修理不能とされ登録を抹消された。

## 事故に対する裁判
仙台地方検察庁は「操縦ミス」があったとして機長を業務上過失致傷罪で起訴した。その理由は以下の通り。
- 蛇行修正に関する過失（舵の使い過ぎや使い遅れ）
- 復航そのものに対する過失
- 復航時操作に関する過失（急激な増速をした）
- 草原走行に関する過失

これに対して弁護側は全面的に反論。ベテランパイロットや航空局検査官らによるDC-3の鑑定書が提出されて法廷尋問も行われた。
1966年3月31日、仙台地裁は判決文の結論で『もしも被告人の技量がより優秀であったら本件事故の発生はなかったろうが、被告人は飛行機操縦者に一般に要求される技量を有し、また本件の具体的操作にあたって技量の怠慢や誤りを認められない（＝アベレッジ・パイロット）』として被告・弁護側の主張をほぼ認めて無罪を言い渡した。